# Ludvig Holstein-Ledreborg
Johan Ludvig Carl Christian Tido Holstein, Conde de Ledreborg (Hochberg, 10 de Junho de 1839 - Lejre, 1 de Março de 1912) foi um político da Dinamarca. Ocupou o cargo de primeiro-ministro da Dinamarca.